# Leżachów (gromada)
Leżachów – dawna gromada, czyli najmniejsza jednostka podziału terytorialnego Polskiej Rzeczypospolitej Ludowej w latach 1954–1972.
Gromady, z gromadzkimi radami narodowymi (GRN) jako organami władzy najniższego stopnia na wsi, funkcjonowały od reformy reorganizującej administrację wiejską przeprowadzonej jesienią 1954 do momentu ich zniesienia z dniem 1 stycznia 1973, tym samym wypierając organizację gminną w latach 1954–1972.
Gromadę Leżachów z siedzibą GRN w Leżachowie utworzono – jako jedną z 8759 gromad na obszarze Polski – w powiecie jarosławskim w woj. rzeszowskim na mocy uchwały nr 21/54 WRN w Rzeszowie z dnia 5 października 1954. W skład jednostki weszły obszary dotychczasowych gromad Leżachów i Dybków ze zniesionej gminy Sieniawa w tymże powiecie. Dla gromady ustalono 10 członków gromadzkiej rady narodowej.
1 stycznia 1960 gromadę zniesiono, włączając jej obszar do nowo utworzonej gromady Sieniawa w tymże powiecie.